# ماريون لين
ماريون لين (بالفرنسية: Marion Laine)‏ هي كاتبة سيناريو ومخرجة وممثلة فرنسية، ولدت في القرن العشرين.

## وصلات خارجية
- ماريون لين على موقع IMDb (الإنجليزية)
- ماريون لين على موقع ألو سيني (الفرنسية)
- ماريون لين على موقع أول موفي (الإنجليزية)
- ماريون لين على موقع قاعدة بيانات الأفلام السويدية (السويدية)
- ماريون لين على موقع قاعدة بيانات الفيلم (الإنجليزية)
- ماريون لين على موقع كينوبويسك (الروسية)